# Hipposideros ruber
Hipposideros ruber — є одним з видів кажанів родини Hipposideridae.

## Поширення
Країни поширення: Ангола, Бенін, Буркіна-Фасо, Бурунді, Камерун, Центральноафриканська Республіка, Чад, Конго, Демократична Республіка Конго, Кот-д'Івуар, Екваторіальна Гвінея, Ефіопія, Габон, Гамбія, Гана, Гвінея, Гвінея-Бісау, Кенія, Ліберія, Малаві, Малі, Мозамбік, Нігер, Нігерія, Руанда, Сенегал, Сьєрра-Леоне, Судан, Танзанія, Того, Уганда, Замбія. Мешкає від рівня моря до 2300 м над рівнем моря. Вид рівнинних тропічних вологих лісів, але також може бути знайдений в реліктових та прибережних лісах, в сухій савані. Сідала в печерах, скелястих тріщинах і покинутих шахтах. 

## Загрози та охорона
Цьому виду локально загрожує втрата і перетворення середовища проживання. З урахуванням широкого ареалу, цілком імовірно, що вид присутній у ряді охоронних територій.